# Église Saint-Pierre-et-Saint-Paul de La Grave
Pour les articles homonymes, voir Église Saint-Pierre-et-Saint-Paul.
L'église Saint-Pierre-et-Saint-Paul est une église catholique française, située dans le hameau des Hières, sur la commune de La Grave (Hautes-Alpes), dans le diocèse de Gap et d'Embrun.

## Historique

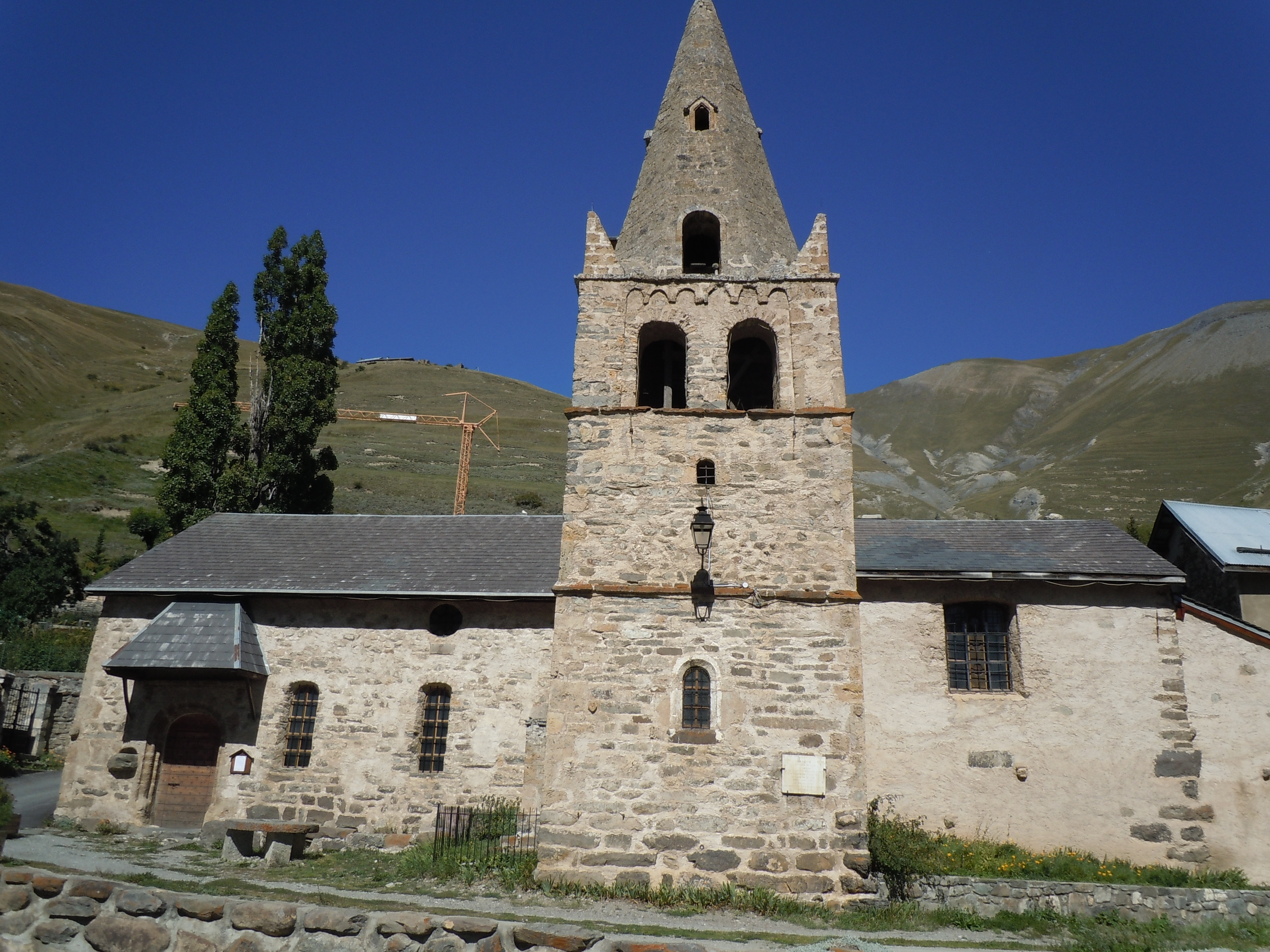
Église Saint-Pierre-et-Saint-Paul.

Fondée au XVe siècle, l'église a été inscrite aux Monuments historiques en 1991.
À la fin du XVe siècle, la paroisse des Hières s'est détachée de celle de La Grave ; elle possédait alors une chapelle. L'église aurait été bâtie au début du XVIIe siècle et comporterait des éléments de l'ancienne chapelle. Le clocher est marqué de la date 1607 ; il est en forme de tour carrée étagée en trois niveaux par des cordons de tuf et comporte dans sa partie haute des fenêtres géminées et une frise d'inspiration lombarde ; il rappelle ainsi le clocher de l'église du bourg principal de La Grave, tout en lui étant postérieur.
À l'intérieur, elle se compose d'une sacristie voûtée en cul-de-four, un chœur voûté en berceau et une nef. La nef a une fausse voûte en berceau faite d'un lattis plâtré.
Un petit vitrail, de 20 centimètres de diamètre, inséré dans le châssis de la fenêtre du chœur, représente les armes de France et de Navarre entourées du collier du Saint-Esprit et du collier de saint Michel. Ceci est une représentation rare dans la région, qui semble célébrer la paix retrouvée après les guerres de Religion, qui ont marqué la vallée.